# 싱글파파는 열애중
《싱글파파는 열애중》은 2008년 2월 18일부터 2008년 4월 8일까지 방송했던 KBS 2TV 월화 드라마로 진하디 진한 부성애를 근간으로 두고 있는 사랑을 다뤘다.

## 등장 인물

### 주요 인물
- 오지호 : 강풍호(30세) 역 - 해충 방제요원 겸 아마추어 이종격투기 선수
- 강성연 : 윤소이(30세) 역 - 피아니스트, 강산의 어머니
- 허이재 : 전하리(24세) 역
- 박찬환 : 전기석(50대 초반) 역 - 하리의 아버지, 소이의 남편, 뇌신경외과 전문의
- 안도규 : 강산(7세) 역 - 풍호의 아들

### 주변 인물
- 임주환 : 민현기(24세) 역 - 민원장의 아들, 하리의 소꿉친구
- 신동희 : 오칠구(24세) 역 - 풍호의 고아원 동생
- 김하은 : 조경아(24세) 역 - 하리의 고교 친구, 피아노 전공 음대 대학원생
- 이두일 : 구상태(30대 중반) 역 - 복서 출신 엔젤체육관 관장
- 민욱 : 민중호(50대 초반) 역 - 현기의 아버지, 민생병원 원장
- 김자옥 : 정은지(40대 후반) 역 - 현기의 어머니
- 장지민 : 박민주(7세) 역 - 산이의 유치원 친구
- 정재순 : 이왈순(50대 중반) 역 - 풍호의 옥탑집 주인, 민주의 할머니